# Dunc Munro
Duncan Brown Munro (Egyesült Királyság, Moray, Elgin, 1901. január 19. – Kanada, Québec, Montréal, 1958. január 3.) olimpiai bajnok és Stanley-kupa győztes kanadai jégkorongozó.
Szüleivel gyerekkorában Skóciából Kanadába vándoroltak. 1919-ben a University of Toronto Schoolsszal megnyerte az első Memorial-kupát.
A Toronto Granitesszel 1922-ben és 1923-ban megnyerte az Allan-kupát és így képviselhette Kanadát az 1924. évi téli olimpiai játékokon. Ő volt a csapatkapitány. A Granites teljes csapata ment az olimpiára, mint a válogatott jégkorongcsapat. Az olimpiát megnyerték és ő egymaga 16 gólt ütött 5 mérkőzésen. A svájciaknak 5-at, a csehszlovákoknak és a svédeknek mesterhármast, a briteknek 4-et ütött.
Az olimpia után a Montréal Maroonstól kapott szerződést és a csapat tagja volt 1931-ig. 1926-ban Stanley-kupa győztesek lettek. 1928-ban is eljutottak a döntőig, de ekkor elbukták azt. 1929-ben szívrohamot kapott és hiányában a csapat gyengén játszott. Mikor visszatért ismét minden jól ment és kinevezték edzőnek, amellett, hogy játékos is volt. 1931-ben kirugták és a Montréal Canadienshez ment játszani egy szezon erejéig, majd visszavonult. 1958-ban halt meg a sokadik szívroham után.